# Museo diocesano San Sebastiano
Il museo diocesano San Sebastiano si trova nel centro storico della città di Cuneo, in Contrada Mondovì (già Ruata Bovisii) e custodisce il patrimonio delle opere della confraternita di San Sebastiano.

## Descrizione

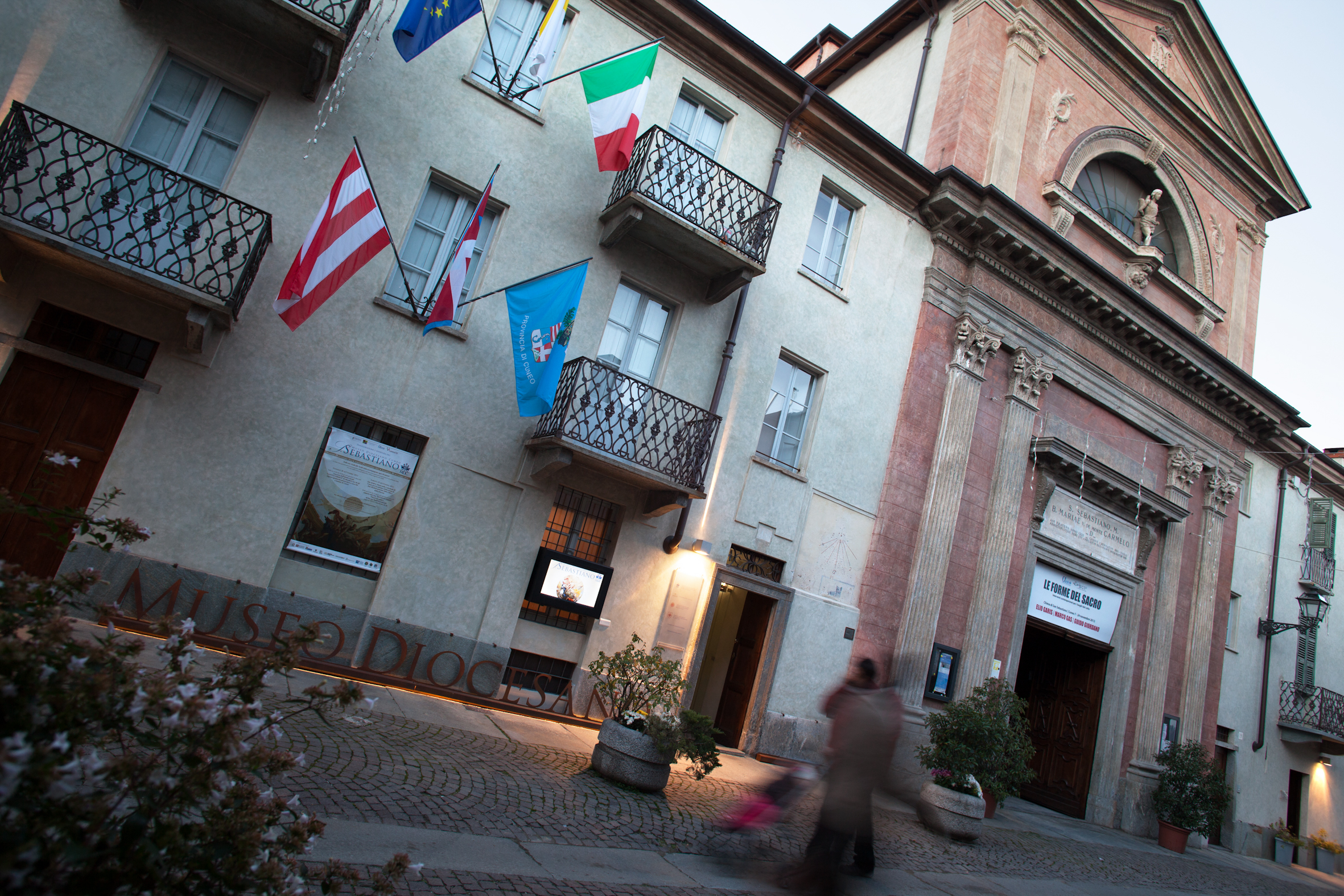
Cuneo,Museo Diocesano San Sebastiano e chiesa, esterno,veduta d'insieme.

Il museo è in gran parte costituito dalle opere attinenti al complesso monumentale di San Sebastiano, di cui fa parte. Il complesso monumentale è anche l'antica sede della confraternita di San Sebastiano e tra le sue pertinenze spicca la chiesa intitolata all'omonimo santo.

## Storia
Le prime testimonianze risalgono al XIII secolo, quando in quest'area sorgevano un ospizio per pellegrini ed una cappella allora intitolata a San Giacomo il Maggiore: chi si trovava sulla via di un pellegrinaggio, aveva così accesso a cure ed una modesta sistemazione.
Nel cinquecento, con la diffusione della peste, molti confratelli si ammalarono accudendo gli infetti e questo portò alla fusione delle confraternite di San Giacomo e San Sebastiano, protettore contro la peste, a cui si affidò l'intera città di Cuneo.
Dopo il secondo dopoguerra, con il diradarsi della popolazione dal centro storico della città, l'edificio principale e la chiesa, utilizzata solo durante alcune festività, furono lasciati in stato di abbandono e tale degrado li portò, verso la fine anni '80, a rischio di crollo.
Nel 2000, iniziarono i progetti di restauro dell'intero complesso ed partì un cantiere quasi decennale di completo recupero, conclusosi nel 2011.

## Allestimento

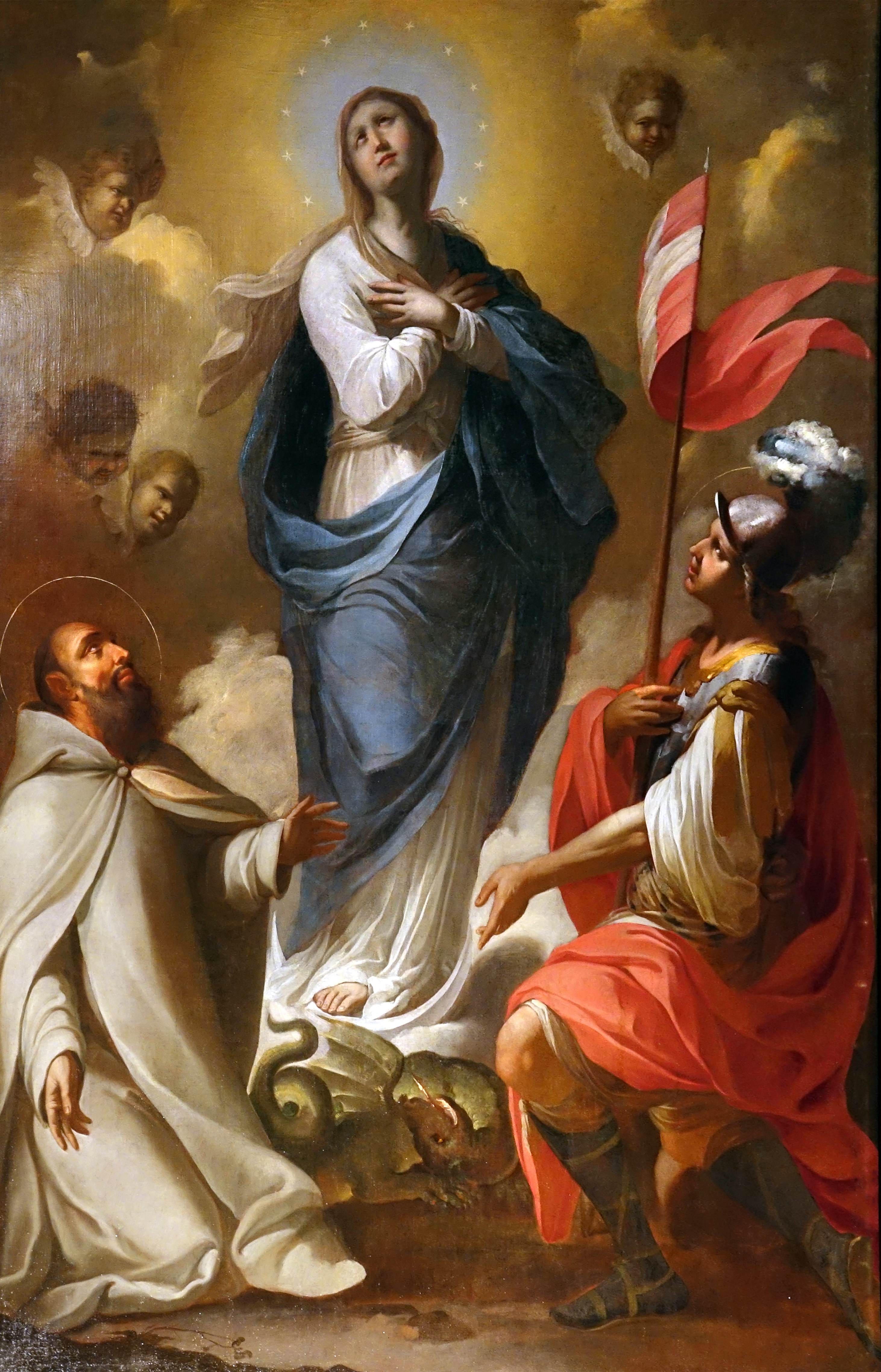
Dipinto del 1680 ca. raffigurante l'Immacolata e santi.

Il percorso permanente, suddiviso in cinque livelli, racconta sette secoli di storia della città di Cuneo partendo dal Basso Medioevo con l'antica chiesa di San Giacomo, per poi passare alle sale dedicate rispettivamente ai Santi Giacomo e Sebastiano, la devozione alla Madonna del Carmine, la nascita della Diocesi di Cuneo e si conclude con il coro della Chiesa di San Sebastiano.

### Sala San Giacomo
San Giacomo “Maggiore”, figlio del pescatore Zebedeo, fu tra i primi chiamati da Gesù e fu testimone di molti degli avvenimenti più significativi della sua vita. Egli fu anche il primo apostolo martire. Sulla sua tomba in Galizia (Spagna) si susseguirono eventi miracolosi e nacque uno dei maggiori luoghi di culto e pellegrinaggio dal Medioevo a oggi: Santiago de Compostela.
La sala è dedicata a lui perché il museo ha sede dove sorgeva un'antica cappella con annesso ospedale, luogo deputato ad accogliere pellegrini e viandanti. 
La sala ricostruisce parte dei percorsi antichi e contemporanei che portano verso i luoghi della fede: le tombe degli apostoli e dei martiri, o la Terra santa.

### Sala San Sebastiano

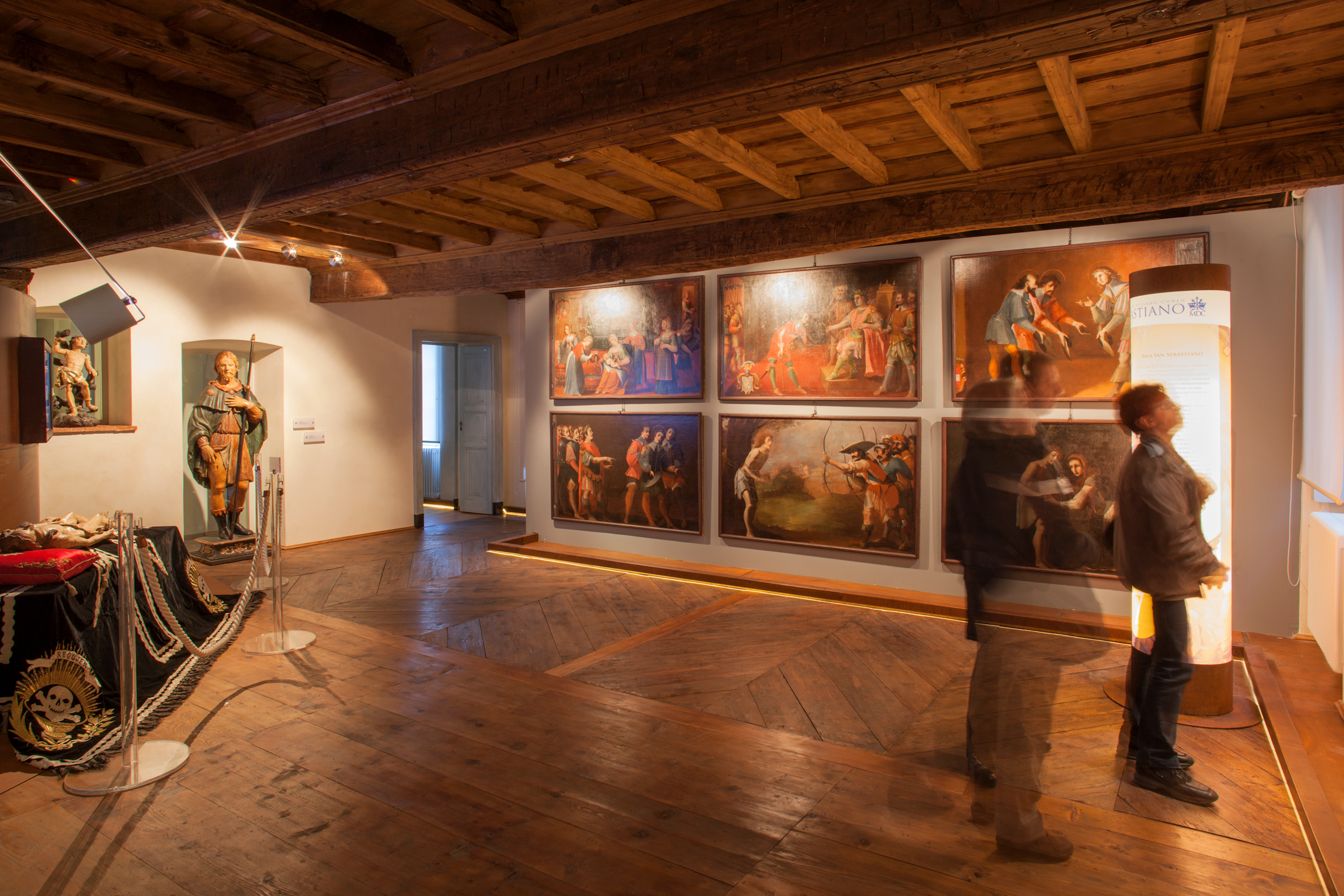
Grandangolo della sala di San Sebastiano.

Il percorso di visita è legato agli oggetti e alle devozioni dell'antica confraternita, prima dedicata a San Giacomo, poi a San Sebastiano, protettore dalla peste.
Nel Medioevo l'attività primaria della confraternita era l'accoglienza dei pellegrini diretti a Santiago de Compostela e dunque troviamo oggetti legati al tema del viaggio e dei percorsi di fede. Con il Cinquecento si cambia prospettiva: non si accoglie più il viandante, divenuto individuo sospetto e portatore di malattie, ma si fa opera di assistenza verso gli appestati e i bisognosi.

### Sala della Madonna del Carmine
Il secolo della Riforma protestante coincide con il periodo Barocco e l'espressione locale del culto della Madonna del Carmine o Nostra Signora del Monte Carmelo. Fioriscono le confraternite che prestano soccorso alle nuove emergenze sociali che in questo periodo si manifestano.
La sala deve il suo nome alla devozione verso la Madonna del Carmelo.
Il monte Carmelo è un luogo di grande valore per l'Antico Testamento ed è legato alla vita del profeta Elia che qui vi trovò rifugio. In questo luogo, anni dopo, si insediarono eremiti che traevano ispirazione dalla vita di Elia e ben presto diventarono comunità cristiane. Una serie di apparizioni della Vergine spinsero alla formazione dell'ordine monastico dei Carmelitani o Ordine della Beata Vergine del Monte Carmelo.
Con la crisi del Seicento, acuita dalle guerre tra stati europei, declinarono anche i grandi pellegrinaggi il cui ruolo fu in parte sostituito dalle processioni in cui tutto il popolo segue ordinatamente la croce di Cristo.
La devozione alla Madonna del Carmelo a Cuneo è stata attestata nella confraternita di San Sebastiano a partire dal 1606, anno in cui viene fondata la compagnia. Ancora oggi la devozione verso la Madonna del Carmine è particolarmente sentita e si celebra con una processione solenne il 16 luglio di ogni anno.

### La sala della diocesi

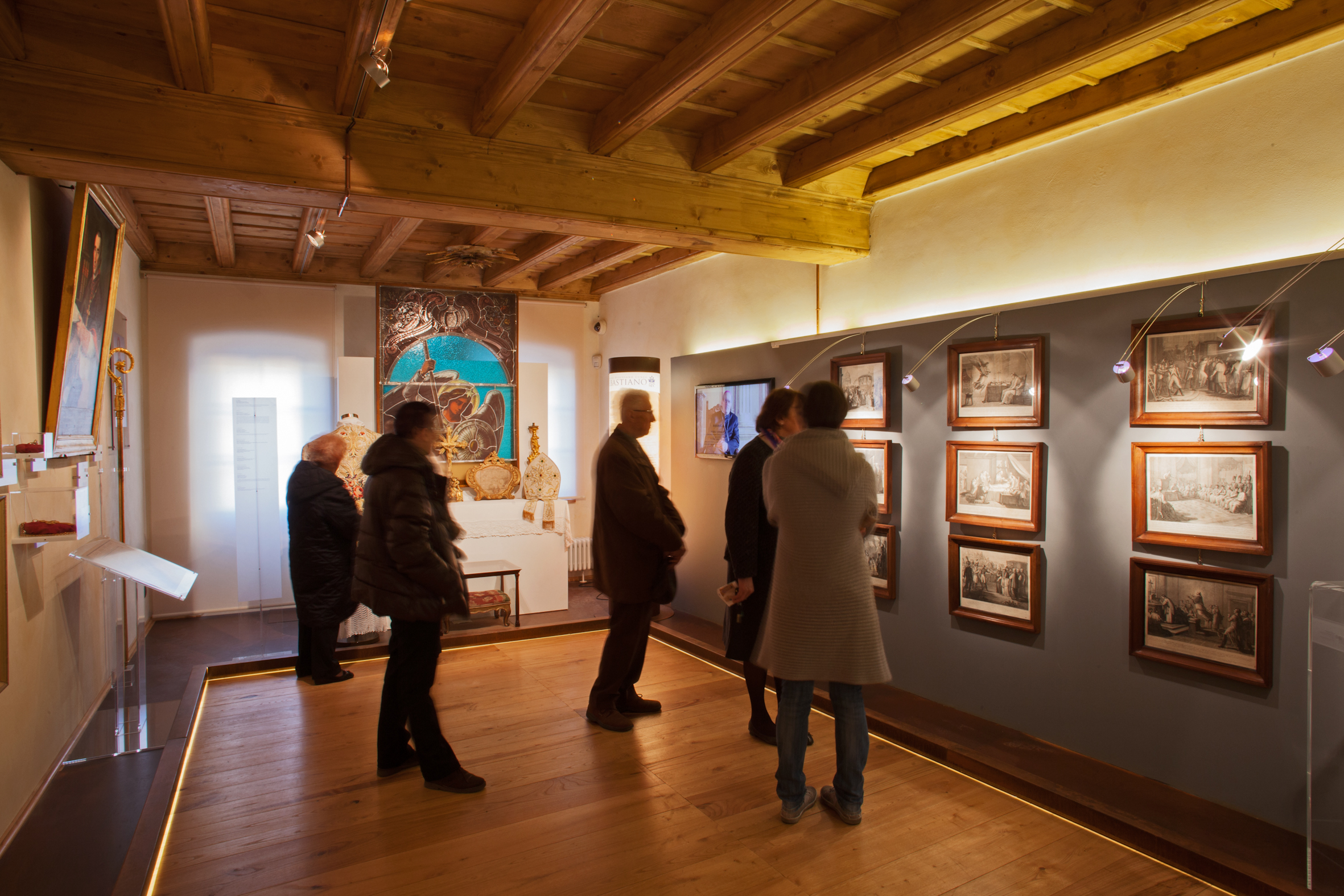
Grandangolo della sala della diocesi.

Nella notte tra il 5 e il 6 luglio 1809, verso le 3.00 del mattino, il generale Sextius Alexandre François de Miollis forza il Palazzo del Quirinale ed arresta Papa Pio VII, in seguito all'ostinato rifiuto del Papa di annullare la bolla di scomunica contro Napoleone e di rinunciare al potere temporale. 
Il Pontefice è tradotto in carrozza, febbricitante, insieme al Segretario di Stato cardinal Pacca, prima a Firenze, poi a Genova e in seguito è trasportato ad Alessandria e Rivoli. Attraverso il passo del Moncenisio è condotto a Grenoble, dove viene separato dal cardinal Bartolomeo Pacca e fatto rientrare in Italia passando per Valence e Nizza.
Valica il Colle di Tenda e passando per Limone, Vernante, Robilante, Borgo San Dalmazzo e San Rocco Castagnaretta giunge a Cuneo.
Alla porta di Nizza (attuale piazza Galimberti) lo attende il maire di Cuneo, conte Filippo Lovera di Maria, che offre ospitalità al Pontefice nel palazzo di famiglia, situato lungo la Contrada Maestra. Da qui, verso le 20, il Papa impartisce la benedizione alla folla che si è radunata sotto il balcone; segue poi brevemente i fuochi d'artificio, preparati per il giorno dopo in occasione della festa Beato Angelo Carletti di Chivasso e anticipati alla vigilia in onore del Papa; verso le 21.00 consuma un leggero pasto a base di pesce servito dal primo albergo cittadino.
Il primo tentativo di rendere Cuneo sede di diocesi risale al sec. XV. Per un lungo periodo il territorio cuneese è soggetto alla giurisdizione di altre diocesi: Asti, Mondovì, Fossano e Torino.
Nel 1559, quando Cuneo ottiene da Emanuele Filiberto il titolo di città, si riaccendono le speranze, ma hanno breve durata. Nel 1783 iniziano le pratiche ufficiali presso la Corte Reale. Il 1 giugno 1803 Napoleone impone la soppressione di numerose diocesi e il trasferimento a Cuneo del Vescovado, del Capitolo e del Seminario di Mondovì, dal momento che essa è capitale del Dipartimento della Stura.
La permanenza a Cuneo di Pio VII il 12 e 13 agosto 1809 risulta decisiva all’interno di questa vicenda. Con la caduta di Napoleone e la successiva Restaurazione si entra nella fase risolutiva.
Con deliberazione 25 novembre 1814 il Municipio delega due Patrizi, il Conte Carlo Pascale D'Illonza e il Marchese di Clavesana a trattare l'erezione della Diocesi. A Roma si occuparono della pratica altri due illustri cuneesi, i Conti Clemente Solaro della Margarita e Giuseppe Barbaroux.
Il 17 giugno 1816 il Re Vittorio Emanuele II, in visita a Cuneo, viene alloggiato nel palazzo del Sindaco Conte Angelo Ricci di Andonno: con l'occasione gli vengono presentate nuove istanze per il Vescovado. Finalmente nel 1817 la dotazione è completata dal Priore del Duomo Teol. Giovanni Battista Giraudi e si acquista il Palazzo Tornaforte, già sede della Prefettura sotto il governo francese.
Con la bolla Beati Petri del 17 luglio Pio VII ridefinisce le Diocesi subalpine e istituisce la nuova diocesi di Cuneo, ricavandone il territorio dalla diocesi di Mondovì. Al momento della sua istituzione la nuova diocesi conta una cinquantina di parrocchie.
La scelta del nuovo vescovo, di competenza del re, cade su Amedeo Bruno di Samone.

### La sala del consiglio

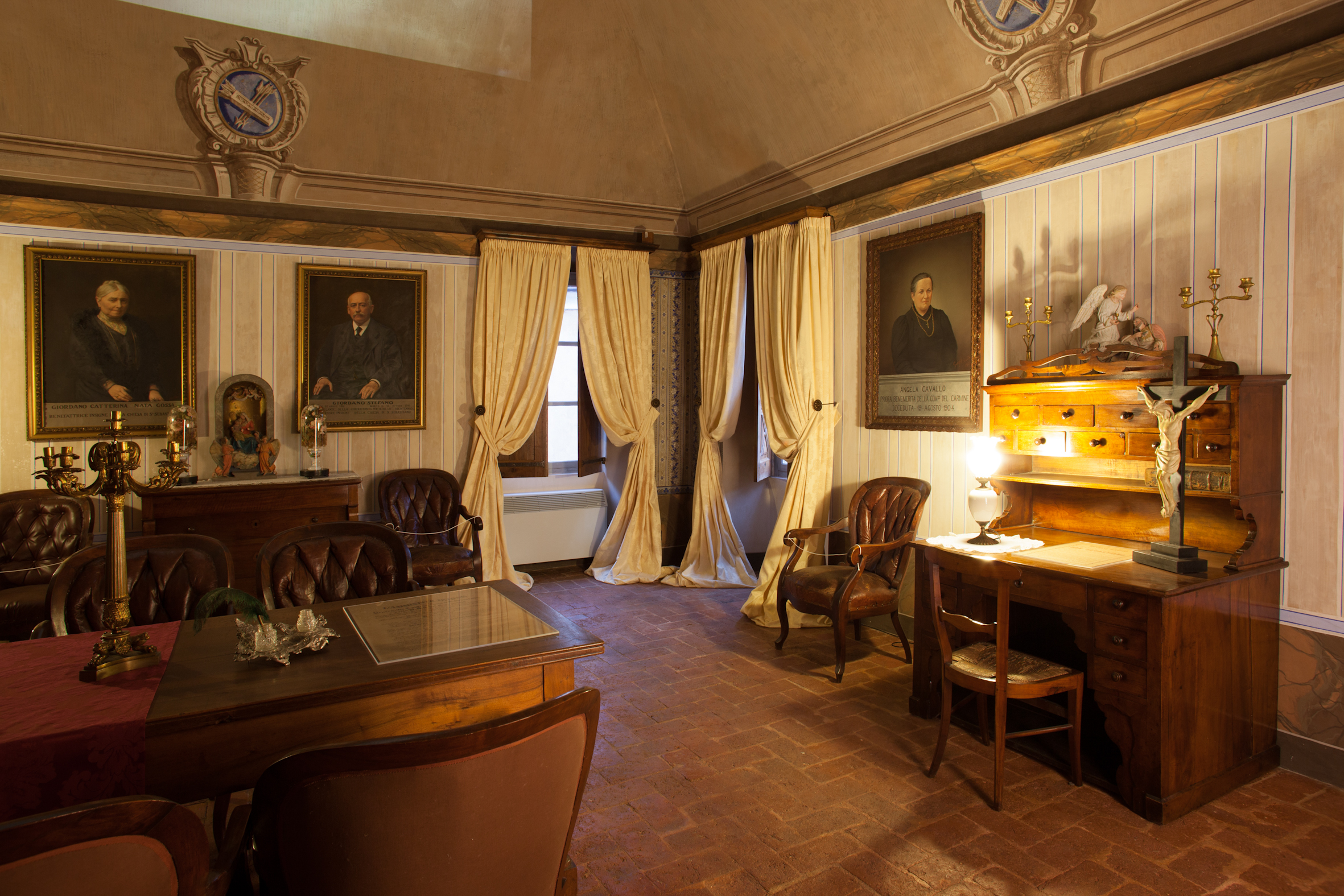
Grandangolo della sala del consiglio.

La sala fu utilizzata sia per le riunioni del Consiglio della Confraternita sia come archivio: funzione, quest'ultima, che ha mantenuto sino a pochi anni fa. Il Consiglio della Confraternita di San Sebastiano stabilì nell’aprile 1730 la costruzione di una nuova sacrestia e di un ambiente dedicato ad archivio.
I lavori di restauro svolti a partire dal 2001 hanno permesso di recuperare l'aspetto originale che la stanza aveva nel XIX secolo. L'ambiente è costituito da un semplice pavimento in cotto e la carta da parati a righe e fiorellini bianchi e blu che richiama nella cromia il soffitto, decorato da un finto cornicione e medaglioni nei quali si inseriscono frecce e faretra: simboli iconografici di San Sebastiano. L'arredo, concepito secondo il gusto tipicamente borghese dell’epoca, contribuisce a creare un'atmosfera intima e quasi domestica, con le ampie poltrone in pelle in stile vittoriano e il massiccio armadio in noce posto lungo la parete d'ingresso, in cui trovavano posto i documenti dell'archivio. Sulla parete di fondo, accanto alla grande stufa in maiolica, un altro richiamo alle frecce di San Sebastiano nella portina che chiude il caminetto in marmo. Tra le suppellettili si notano le campane di vetro con fiori, altro elemento caratteristico dell'arredo ottocentesco e i ritratti di alcuni confratelli tra i secoli XVIII e XX.

## Mostre
Nel 2007 si è tenuta la mostra "Intessendo il museo", in cui sono stati esposti alcuni paramenti liturgici di proprietà delle parrocchie (databili tra XVII e XIX secolo), il piviale di Giovanni Paolo II (Città del Vaticano, sacrestia Papale) e la casula realizzata da Missoni per la cappella della famiglia Ceretto a La Morra. La mostra è stata curata dall'ufficio beni culturali, che, partendo dalla schedatura del patrimonio mobile delle 84 parrocchie della diocesi, ha avuto la possibilità di scegliere i pezzi maggiormente significativi ed in buono stato di conservazione; la manutenzione degli oggetti è stata affidata a Cinzia Oliva, uno dei più quotati restauratori di tessili del nord Italia.

Nel 2009, in occasione del bicentenario del passaggio di Pio VII a Cuneo, si è tenuta la mostra "Il Papa e l'imperatore", in cui sono state esposti oggetti che sviluppassero le ultime tappe del viaggio del papa nell'agosto 1809 (Limone Piemonte, Cuneo, Vicoforte, Savona).

Nel 2010, in occasione dell'ostensione della Santa Sindone, si è tenuta la mostra "Sindoniche suggestioni", in cui sono state sviluppate due tematiche principali: la diffusione del culto sindonico, raccontata attraverso le numerose rappresentazioni del sacro lino presenti sul territorio, e la fondamentale riflessione sul Corpo di Cristo, vista dalla particolare prospettiva offerta dagli oggetti deputati alla conservazione ed all'esposizione dell'Ostia consacrata, suddivise in tre sezioni: "Il culto sindonico nella diocesi di Cuneo", in cui sono stati esposti dipinti su tela presenti sul territorio della diocesi raffiguranti i principali santi locali che mostrano il Sacro Lino, "L'altra Sindone: la copia di Santa Maria della Pieve", dove è stata esposta una rara copia della Sindone conservata presso la parrocchiale di Santa Maria della Pieve di Cuneo datata 1653, "Il Corpo di Cristo", in cui sono stati esposti ostensori di differenti tipologie provenienti dalle parrocchie ed una ricca collezione di tabernacoli lignei concessa in prestito dal Museo Civico di Cuneo.